# Kenneth Zohoré
Albin Kenneth Dahrup Zohore (* 31. Januar 1994 in Kopenhagen) ist ein dänisch-ivorischer Fußballspieler auf der Position eines Stürmers, der zuletzt bei Śląsk Wrocław unter Vertrag stand.

## Geburt
Kenneth Zohoré kam 1994 als Sohn eines ivorischen Vaters und einer dänischen Mutter in Kopenhagen zur Welt; Zohoré wuchs auch in der Hauptstadt auf.

## Karriere

### Jugend
Zohoré begann seine aktive Karriere als Fußballspieler beim ältesten Fußballverein seines Heimatlandes, dem Kjøbenhavns Boldklub. Dort durchspielte er einige Jugendmannschaften und wechselte daraufhin in den Nachwuchsbereich des FC Kopenhagen. Nach mehreren Jugendspielzeiten wurde er im Herbst 2009 im Alter von 15 Jahren erstmals in den Kader der U-19-Mannschaft des Vereins berufen. Nur kurz nach seiner Aufnahme in den Kader kam er zu seinem Pflichtspieldebüt für die Mannschaft. Außerdem trainierte er ab dieser Zeit bereits drei Mal in der Woche mit dem Profiteam mit.

### Vereinskarriere
Anfang Februar wurde Zohoré in den 24-Mann-Kader berufen, der auf Trainingslager nach Marbella, Spanien fuhr. In Marbella kam er während der Copa del Sol, einem Vorbereitungsturnier, in insgesamt zwei Spielen gegen die Kalmar FF und den Molde FK zum Einsatz. Zuvor absolvierte er bereits am 27. Januar 2010, nur vier Tage vor seinem 16. Geburtstag, ein Testspiel gegen den AB Kopenhagen. Beim 4:0-Sieg am Trainingsplatz des FC Kopenhagen erzielte er in der 81. Spielminute den Treffer zum 4:0-Endstand. Nach dem Trainingslager in Spanien absolvierte der 1,94 m große Mittelstürmer noch zwei Testspiele am vereinseigenen Trainingsplatz gegen Vålerenga Oslo und die Helsingborgs IF.
Am 7. März 2010 gab Zohoré im Alter von 16 Jahren und 35 Tagen seinem Profiligadebüt, als er beim 5:0-Heimerfolg über den Aarhus GF in der 73. Minute für den dreifachen Torschützen César Santin eingewechselt wurde. Damit ist er aktuell (April 2010)  der jüngste Spieler, der jemals in einem Ligaspiel der dänischen Superliga zum Einsatz gekommen ist. Nachdem er am 7. März vor rund 18.000 Zuschauern zu seinem Profidebüt kam, war er am darauffolgenden Spieltag (14. März 2010) beim 2:0-Heimsieg über die Brøndby IF vor über 30.000 Zuschauern „nur“ auf der Ersatzbank.
Neben dem Profiteam kommt Zohoré vereinzelt auch zu Einsätzen für die zweite Kampfmannschaft des FC Kopenhagen, die ihren Spielbetrieb in der drittklassigen 2. Division Ost, einer von zwei parallel laufenden Staffeln, hat. Doch nicht nur in den Erwachsenenmannschaften kommt er zum Einsatz, auch in der U-19-Elf des Vereins ist der Mittelstürmer weiterhin aktiv.
Kenneth Zohoré, der hauptsächlich von den dänischen Medien bereits als „neuer Nicklas Bendtner“ bezeichnet und gefeiert wird, träumt davon, eines Tages für einen europäischen Topklub wie den FC Chelsea oder Inter Mailand zu spielen. Derweil sagte er, dass er allerdings noch in seiner Heimat Dänemark und speziell in der Hauptstadt Kopenhagen verweilen möchte und sich erst in der Zukunft entscheiden, ob er ins Ausland wechselt. Der Vergleich zu Bendtner entstand dadurch, dass dieser in seiner Jugend einen ähnlichen Spielstil wie Zohoré aufwies und noch dazu ebenfalls im Nachwuchs des FC Kopenhagen aktiv war.
Sein erstes Tor in einer Profiliga gelang Zohoré am 30. Oktober 2010, als er beim 3:2-Heimerfolg über den Lyngby BK, als er von Beginn an zum Einsatz kam, in der 13. Spielminute zur 1:0-Führung seines Teams traf und in der 61. Minute durch Morten Nordstrand ersetzt wurde. Das Tor machte ihn hinter Mads Beierholm zum zweitjüngsten Torschützen in der Geschichte der höchsten dänischen Fußballliga. Des Weiteren debütierte Zohoré am 20. Oktober 2010 in der UEFA Champions League 2010/11 und wurde dabei in der Gruppenphase bei der 0:2-Auswärtsniederlage gegen den FC Barcelona eingesetzt. Bis dato (Stand: 4. November 2010) kam der junge Offensivakteur in sechs Ligaspielen des FC Kopenhagen zum Einsatz und erzielte dabei einen Treffer.
Am 31. Januar 2012 wurde bekannt, dass Zohoré ins Ausland wechselt und beim italienischen Erstligisten AC Florenz einen Vertrag unterschrieben hat. In der Rückrunde der Saison 2011/12 kam er ausschließlich in der U19 der Florentiner zum Einsatz und auch in der folgenden Saison 2012/13 erhielt er Spielpraxis in der „Primavera“. Im Sommer 2013 wurde er an Brøndby IF verliehen, für die er zu 26 Spielen im dänischen Pokalwettbewerb und in der Superliga kam. Mit Brøndby IF belegte Zohoré den vierten Tabellenplatz. In der Folgezeit verlieh der AC Florenz ihn in die Allsvenskan an IFK Göteborg. Er absolvierte drei Einsätze im Trikot der U21 und sechs Partien im Trikot der ersten Mannschaft im schwedischen Pokal und in der Liga; IFK Göteborg wurde am Ende der Saison Vizemeister. Im Februar 2015 kehrte Zohoré nach Dänemark zurück und schloss sich Odense BK an. Für den Klub aus Odense absolvierte er in der Rückrunde der Saison 2014/15 elf Spiele und belegte mit seinem Verein den neunten Tabellenplatz. In der Hinrunde der neuen Saison spielte er in einer Partie im dänischen Pokalwettbewerb und in 16 in der Liga, in denen ihm sieben Tore gelangen.
In der Wintertransferperiode 2016/17 wechselte Zohoré vom KV Kortrijk zum walisischen Verein Cardiff City aus der zweiten englischen Liga, der EFL Championship. Am 6. Februar 2016 spielte er beim torlosen Unentschieden am 30. Spieltag gegen Milton Keynes Dons zum ersten Mal für die Hauptstädter. Am 19. April gelang dem gebürtigen Kopenhagener im Auswärtsspiel am 43. Spieltag gegen den FC Brentford mit dem Tor zum 1:2-Endstand sein erster Treffer für Cardiff City. Am Ende der Saison belegte Cardiff City den achten Tabellenplatz, wobei Kenneth Zohoré zwei Tore in zwölf Partien erzielte. In der Folgesaison erzielte er zwölf Tore in 29 Partien. Dabei wurde Cardiff City Tabellenzwölfter. Eine Saison später gelang dem Klub aus der walisischen Hauptstadt der Aufstieg in die Premier League. Zohoré trug mit neun Toren in 36 Spielen zum Erreichen des zweiten Tabellenplatzes bei.
Im Sommer 2019 wechselte er zum damaligen Zweitligisten West Bromwich Albion. Nach dem Aufstieg in die Premier League wurde er im Oktober 2020 zurück in die zweithöchste Spielklasse an den FC Millwall ausgeliehen.

### Nationalmannschaft

#### U-Nationalmannschaften
Zohoré spielte für die dänische U17-Nationalmannschaft und nahm an der Europameisterschaft 2011 in Serbien teil. Er kam in allen drei Gruppenspielen zum Einsatz und erzielte in der zweiten Partie gegen England das Tor zum 2:0-Endstand. Die dänische Elf qualifizierte sich für das Halbfinale, wo sie gegen Deutschland ausschieden. Durch die Halbfinalteilnahme qualifizierte sich Dänemarks U17 für die Weltmeisterschaft 2011 in Mexiko, wo die Mannschaft von Trainer Thomas Frank nach der Gruppenphase ausschied. Zohoré kam in allen drei Partien zum Einsatz und erzielte bei der 2:4-Niederlage im zweiten Spiel gegen die Elfenbeinküste die zwischenzeitliche 1:0-Führung für die dänische U17-Nationalelf. Zohoré war seit seinem Debüt zu 24 Einsätzen gekommen, in denen er 13 Tore erzielte.
In der Folgezeit absolvierte er zwei Partien für die U18 und 16 für die U19-Nationalelf (sechs Tore). Am 14. August 2013 debütierte Zohoré beim 4:1-Testspielsieg in Dungannon gegen Nordirland für die dänische U21-Nationalmannschaft. Mit der U21 qualifizierte sich Zohoré für die Europameisterschaft 2015 in Tschechien, allerdings wurde er von Trainer Jess Thorup nicht für das Turnier berücksichtigt. Zwei Jahre später gehörte er bei der Endrunde in Polen zum dänischen Aufgebot und kam in allen drei Gruppenspielen zum Einsatz, wobei ihm im letzten Spiel gegen Tschechien zwei Tore gelangen. Die dänische Elf schied nach der Gruppenphase aus. Insgesamt kam Zohoré innerhalb von vier Jahren zu 19 Einsätzen, in denen ihm acht Tore gelangen.
Für die U-21 absolvierte er zwischen 2013 und 2017 insgesamt 20 Partien, in denen er sechs Mal traf.

#### A-Nationalmannschaft
Am 14. Mai 2018 wurde Zohoré in den vorläufigen Kader der dänischen A-Nationalmannschaft für die Weltmeisterschaft 2018 in Russland berufen.

## Wissenswertes
Der Vater von Zohoré ist ein Vetter des Basketballspielers Jonas Zohore und ein Vetter zweiten Grades des ivorischen Nationalspielers Didier Drogba.